# Kənan Heybətov
Kənan Heybətov (también escrito como Kanan Heybatov; 21 de noviembre de 2002) es un deportista azerbaiyano que compite en lucha libre. Ganó una medalla de bronce en el Campeonato Europeo de Lucha de 2025, en la categoría de 70 kg.

## Palmarés internacional
| Campeonato Europeo | Campeonato Europeo      | Campeonato Europeo | Campeonato Europeo |
| Año                | Lugar                   | Medalla            | Categoría          |
| ------------------ | ----------------------- | ------------------ | ------------------ |
| 2025               | Bratislava (Eslovaquia) | Medalla de bronce  | 70 kg              |